# مبدأ وقائي
مبدأ الوقاية (أو النهج التحوطي) هو نهج قانوني معرفي وفلسفي واسع النطاق للابتكارات التي قد تسبب الضرر عندما تكون المعرفة العلمية الواسعة حول هذه المسألة غير متوفرة. على سبيل المثال المطبقة في تقييم وإدارة المخاطر.[بحاجة لمصدر] وهذا المبدأ يستعمله السياسيون لتبرير قرارات تقديرية في الحالات التي يوجد فيها احتمال وقوع هذا الضرر من قرار معين (مثل اتخاذ مسار عمل معين) عندما تكون المعرفة بشان هذه المسالة محدودة وغير كافية. وهذا المبدأ يسلط الضوء على المسؤولية الاجتماعية لحماية المواطنين من التعرض للضرر، عندما يجد التحقيق العلمي خطراً معينًا. ويمكن تخفيف هذه الحماية ما لم تظهر النتائج العلمية وتقديم الأدلة أي أذى. وفي بعض النظم القانونية في قانون الاتحاد الأوروبي يطبق المبدأ التحوطي بكثير من المتطلبات القانونية في بعض المناطق. ودوليًا كان أول إقرار لهذا المبدأ في عام 1982 في الميثاق العالمي للطبيعة الذي اعتمدته الجمعية العامة للأمم المتحدة،[بحاجة لمصدر] في حين أن التنفيذ الدولي الأول في عام 1987 عن طريق بروتوكول مونتريال. وبعد ذلك بقليل، مبدأ التكامل مع العديد من معاهدات دولية ملزمة قانونا مثل إعلان ريو بروتوكول كيوتو.

## الأصل والنظرية
يعتقد أن المبدأ الوقائي بدأ استخدامه منذ سنة 1980 في ألمانيا. لهذا المبدأ ما سبقه من تعريفات وكلمات عنت ذات الشيء. هنالك العديد من العبارات في اللغة الإنجليزية الذي ترمز لهذا المبدأ مثل «في التجلي السلامة، وفي العجلة الندامة». كان يتم استخدامه في مراحل صنع القرارات أيضاً. في الاقتصاد، المبدأ الوقائي تم تحليله من حيث "التأثير على اتخاذ قرارات رشيدة"، "تفاعل عدم الرجعة" و"عدم اليقين". المؤلفون مثل ابشتين (1980)، وفيشر (1974) برهنوا أن "العواقب المحتملة في المستقبل لا رجعة فيها" بإنشاء "أثر شبه الخيار" الذي يجب أن يؤدي إلى "محايد" لصالح قرارات تسمح بمرونة أكبر في المستقبل. Gollier وأخرون (2000) التي مفادها أن أكثر علمية من عدم التيقن من توزيع خطر في المستقبل وهو أكبر تنوع المعتقدات - أن يحث المجتمع باتخاذ تدابير وقائية" ص. 245.

## تركيبات
قد نجد معانٍ متعددة لمبدأ الوقاية: الوقاية تعرف بالحذر المسبق، الحذر الممارس بمعنى انعدام الثقة، أو الحذر المبلغ عنه. فكرتان تشكلان أساس المبدأ.
- التعبير عن الرغبة من قبل آخذي القرار لتوقع المشكلة قبل حدوثها. داخل هذه الفكرة، نجد انقلاب ضمني عن عبئ الاثبات. تحت مبدأ الوقاية نجد مسؤلية نشاط مؤيد لبرهنة أن العمل المقترح لن يؤدي إلى أذى بليغ.
- مبدأ تناسب المجازفة وقيمة واحتمال حدوث عمل معين.

إحدى المبادئ البدائية في مبدأ الوقاية، وهو من المعانٍ المعترف بها عالمياً، هي نتيجة "مؤتمر ريو" أو "قمة الأرض" في عام 1992. المبدأ الخامس عشر من لقاء ريو ينص على أن "للحفاظ على البيئة، مبدأ الوقاية يجب تطبيقه في كافة الولايات بحسب مقدرتها. حيث يوجد خطر ضرر لا يعكس، نقص اليقين العلمي الكامل لا يجب تطبيقه كسبب لتأجيل التكاليف المؤثرة لمنع التدهور البيئي.
بيان بسطت الأجنحة عن مبدأ الوقاية في عام 1998 يلخص المبدأ بهذه الطريقة: «عندما نشاط معين يؤثر سلباً على صحة البشر أو على البيئة، يجب إتخاذ تدابير وقائية وإن كانت بعض علاقات السبب والنتيجة غير مثبتة علمياً.» بيان بسطت الأجنحة عن مبدأ الوقاية إقتنع بشبكة الصحة البيئية والعلمية.
في شباط من عام 2000، لجنة المجتمعات الأوروبية نصت في «التواصل من اللجنة على مبدأ الوقاية» أن «مبدأ الوقاية غير معرف عنه في معاهدات الاتحاد الأوروبي، واللذي يحدده مرة واحدة - لحماية البيئة. ولكن فعلياً، نطاق عمله أوسع بكثير، تحديداً عندما التقييم العلمي الموضوعي الأولي يشير إلى أنه يوجد أسباب للقلق، إذ أن آثار خطرة محتملة على البيئة، على الإنسان، على الحيوان، وعلى النبات قد تكون غير متناسقة مع المستويات المرتفعة لحماية الفئة المختارة.»
بروتوكول قرطاجة للسلامة الإحيائية، واللذي وضع في كانون الأول من عام 2000، ينص في ما يخص الجدالات حول الكائنات الحية المعدلة: «حزب الإستيراد لن يمتنع عن إتخاذ قرار سليم في ما يخص إستيراد الكائنات الحية المعدلة بسبب نقص في الإثباتات العلمية حول الموضوع.»

## تطبيقات
يعرقل تطبيق المبدأ الوقائي غياب كل من الإرادة السياسية، فضلاً عن نطاق واسع من التفسيرات الموضوعة عليه. فحددت إحدى الدراسات 14 صيغة مختلفة للمبدأ في المعاهدات وإعلانات غير الشرعية. إختصر ر.ب. ستيوارت المبدأ الوقائي إلى أربعة إصدارات أساسية:
1. عدم اليقين العلمي لا ينبغي أن يمنع تنظيم الأنشطة التي تنطوي على اخطار محتملة الضرر الجسيم (عدم نفي المبدأ الوقائي)
2. ينبغي أن تتضمن الضوابط التنظيمية هامش سلامة؛ ينبغي أن تكون محدودة الأنشطة دون المستوى وقد لوحظ فيها تأثير سلبي
3. لأنشطة التي تجسد امكانيات غير مؤكدة وأخطارها جسيمة يجب ان تخصع للمستلزمات التكنولوجية الوجودة لتخفيض الأخطار إلا إذا مؤيد النشاط اظهر ألاّ يؤجد خطر ملموس
4. ينبغي أن يحظر الأنشطة التي تقدم بإمكانيات غير مؤكد لضررها الجسيم ما لم تظهر مقدم النشاط أن يعرض أي خطر ملموس من الضرر
في البت في كيفية تطبيق المبدأ، أحد قد استخدم إجراء تحليل التكلفة. الفائدة أن العوامل في تكلفة الفرصة البديلة ليس بالنيابة، وقيمة الخيار في انتظار المزيد من المعلومات قبل التصرف. واحدة من الصعوبات التي تواجهها تطبيق مبدأ في صنع السياسات الحديثة أن هناك غالباً صراع غير الاختزال بين المصالح المختلفة، حيث أن المناقشة تنطوي بالضرورة على السياسة.

### قوي مقابل ضعيف
الاجرراء الوقائى القوى يرى ان التنظيم مطلوب كلما راى هناك مخاطر على الصحة أو السلامة أو البيئة، حتى إذا الادلة الداعمة تكهنية ولو التكاليف الاقتصادية للتنظيم مرتفعة. في عام 1982، أعطى ميثاق الأمم المتحدة العالمي للطبيعة الاعتراف الدولي الأول للنسخة القوية من حيث المبدأ، مما يشير إلى أن عندما "ليست مفهومة تماما الآثار السلبية المحتملة، ينبغي للأنشطة ألا تتقدم. إعلان المشهور، من اجتماع لخبراء البيئة في عام 1998، هو مثال آخر على نسخة قوية. ويمكن أيضا وصف الوقاء القوي كمبدأ 'لا-تأسف'، حيث لا تعتبر التكاليف في إجراءات وقائية التدبير الوقائي الضعيف ينص بأن النقص في الأدلة العلمية لا يمنع اتخاذ إجراء إذا كان من الممكن أن تكون الأضرار خطيرة يمكن عكسها. يمارس البشر تدبيرًا ضعيفًا كل يوم، وكثيراً ما يتحملون التكاليف، لتجنب المخاطر غير المؤكدة: نحن لا نسير في مناطق خطرة في الليل، نمارس التمارين، نشتري كاشفات الدخان، ونضغط على أحزمة الأمان. وفقًا لنشرة صادرة عن وزارة الخزانة النيوزيلندية.
النسخة الضعيفة هي الأقل تقيداً وتسمح بتم أخذ اجراءت وقائية بحال أي شك، لكن ليست متطلبة. لارضاء عتبة الأذى، يجب أن يكون هنالك أدلة متعلقة باحتمال الحدث وخطورة العواقب. التركيبات الضعيفة لا تحول دون تقيم الفوائد ضد التكاليف. عوامل أخرى غير الشك العلمي، مما يتضمن الاعتبارات الاقتصادية، يمكنها أن تزود أسس شرعية لتأجيل الأفعال.
الاصدارات القوية تبرر الاجراءت الوقائية والبعض منها تنشئ مسؤلية على الضرر البيئي. انعكاس الاثباتات يتطلب أولئك اللذين يقترحو نشاط إن يثبتوا أن المنتج والمعالجة والتكنولوجيا امنون قبل منح الموافقة.

### اتفاقيات وإعلانات دولية
شكل الميثاق العالمي للطبيعة، والذي اعتمدته الجمعية العمومية للأمم المتحدة في العام 1982، الأداة الأولى لإقرار المبدأ الوقائي. وقد تم تطبيق المبدأ في معاهدة عالمية في وقت مبكر يعود إلى العام 1987 تاريخ صدور بروتوكول «مونتريال» وقد انعكس في الكثير من المعاهدات والإعلانات الدولية، نذكر على سبيل المثال لا الحصر إعلان «ريو» الصادر في العام 1992 حول البيئة والتنمية (وقد تم توقيعه تحت عنوان مؤتمر الأمم المتحدة حول البيئة والتنمية).

#### «المبدأ» مقابل «النهج»
وتجدر الإشارة إلى أنّه لا يكتمل أيّ مدخل إلى المبدأ الوقائي من دون التطرّق بإيجاز إلى الفرق بين المبدأ الوقائي والنهج الوقائي. لقد نصّت المادة 15 من إعلان "ريو" الصادر في العام 1992:" بهدف حماية البيئة، على الدول أن تطبق، على نطاق واسع، النهج الوقائي بحسب ما يتوافق مع إمكانياتها. في حالات وجود تهديد خطير من وقوع أضرار لا يمكن إصلاحها، لا يجوز اتخاذ عدم اليقين العلمي حجة لتأجيل تطبيق التدابير الفعالة من حيث التكاليف من أجل الحؤول دون وقوع التدهور البيئي. وكما أشار إعلان "غارسيا" للعام 1995، على الرغم من وجود تشابه كبير في الصياغة بين المبدأ والنهج، إلّا أنّ الفرق يكمن في: 1- أنّه قد يكون هناك اختلافات على مستوى الإمكانيات المحلية بهدف تطبيق النهج، 2- أنّها تدعو إلى تطبيق تدابير فعّالة من حيث التكاليف بهدف تطبيق النهج، على سبيل المثال نذكر: أخذ التكاليف الاقتصادية والاجتماعية بعين الاعتبار. بشكل عام، يعتبر النهج أخف حدّة وأكثر ليونة من المبدأ.
وكما ذكرت "ريكووردا" في هذا الإطار، إنّ الفرق بين "المبدأ الوقائي" والنهج الوقائي" منتشر ومثير للجدل في بعض الأحيان. في إطار المفاوضات التي تناولت الإعلانات الدولية، عارضت الأمم المتحدة استعمال مصطلح "مبدأ" لما هذا الأخير من دلالات في المجال القانوني، انطلاقاً من فكرة أنّ "مبدأ القانون" هو مصدر من مصادر التشريع. هذا يعني أنّ «المبدأ» هو إلزامي، بالتالي يمكن محكمة ما أن تنقض حكماً أو تؤكده من خلال تطبيق المبدأ الوقائي. في هذا الإطار، لا يُعتبر المبدأ الوقائي مجرد فكرة بسيطة أو مبتغى الضرورة بل مصدراً من مصادر التشريع. هذا هو الوضع القانوني للمبدأ الوقائي في الاتحاد الأوروبي. في المقابل، غالباً ما لا يحمل مصطلح «النهج» معنى «المبدأ» نفسه، إلّا أنّه في بعض الحالات قد يكون «النهج» ملزماً. النهج الوقائي هو عبارة عن "منظار" خاص يُستعمل لتحديد المخاطر، ويتمتع به كل شخص حكيم (بحسب ما ورد في إعلان "روكويردا" للعام 2008).

#### الاتحاد الأوروبي
في 2 شباط/فبراير 2000، أصدرت المفوضية الفرنسية تقريراً حول المبدأ الوقائي، وأشارت فيه إلى طريقة تطبيق هذا المفهوم، لكن من دون تقديم شرح مفصّل في هذا الإطار. بالإضافة إلى ذلك ورد في الفقرة 2 من المادة 191 من معاهدة «ليشبونة»:
"تهدف سياسة الاتحاد المتعلقة بالبيئة إلى تأمين مستويات عالية من الحماية البيئية مع الأخذ بعين الاعتبار التنوّع الذي يميز مناطق الاتحاد المختلفة. كذلك، لا بدّ أن ترتكز هذه السياسة على المبدأ الوقائي كما على المبادئ كلّها التي تنصّ على اتخاذ الإجراءات الوقائية، وعلى أنّه من الملحّ إصلاح الضرر البيئي في مصدره وإلزام الملوّث دفع ثمن الضرر الذي تسبب به. 

### البيئة والصحة
المجالات المعنية عادة بالمبدأ الوقائي هي الاحتمالات التالية:
- · الاحتباس الحراري أو تغيير المناخ المفاجئ بشكل عام
- · انقراض بعض الكائنات الحية
- · إدخال بعض المنتجات الجديدة المضرة بالبيئة، مما يهدد التنوع البيولوجي (مثل الكائنات المعدلة وراثيا)
- · الأخطار المحدقة بالصحة العامة بسبب الأمراض الجديدة والتقنيات (مثل فيروس نقص المناعة البشرية الذي ينتقل عن طريق نقل الدم)
- · تأثيرات التكنولوجيا الجديدة السلبية على المدى الطويل (على سبيل المثال المخاطر الصحية المتعلقة بالإشعاعات الصادرة عن استعمال الهواتف الخلوية وغيرها من أجهزة الاتصالات الإلكترونية الأخرى)
- · التلوث المستمر أو الحاد (مثل الأسبستوس والمواد المسببة باختلال الغدد الصماء)
- · سلامة الأغذية (مثل مرض كروتزفيلد جاكوب)
- · قضايا أخرى متعلقة بالسلامة الأحيائية (مثل الحياة الاصطناعية والجزيئات الجديدة)

غالباً ما يتم تطبيق المبدأ الوقائي على الحقول البيولوجية بسبب صعوبة احتواء التغييرات ويكون لديها القدرة على الانتشار. وتقل أهمية هذا المبدأ في بعض المجالات مثل الملاحة الجوية، حيث يكون البعض من المعرضين للخطر على يقين مسبق (على سبيل المثال، الخضوع لاختبار الطيار). في حال الابتكار التكنولوجي، يميل احتواء التأثير إلى أن يكون أكثر صعوبة إذا تمكنت هذه التكنولوجيا من تكرار نفسها. شدد بيل جوي على مخاطر تكرار التكنولوجيا الوراثية نفسها وتكنولوجيا النانو والتكنولوجيا الروبوتية ايضاً وذلك في مقالته في Wired «لماذا لا يحتاج المستقبل إلينا»، على الرغم من أنه لا يذكر على وجه التحديد المبدأ الوقائي. يمكن رؤية تطبيق المبدأ في السياسة العامة التي تقضي بأن تطلب شركات الأدوية إجراء تجارب سريرية لإثبات أن الأدوية الجديدة آمنة.
وناقش الفيلسوف نيك بوستروم ومقرَه في أوكسفورد، فكرة الذكاء الصناعي المستقبلي القوي، والمخاطر الممكن مواجهتها في حال محاولة السيطرة على المستوى الذري 
إن تطبيق المبدأ يعدل مركز الابتكار وإدارة المخاطر: وليس الخطر هو الذي يجب تفاديه أو تعديله، بل يجب منع احتمالية الخطر. لذا، في حالة تنظيم بحث علمي، نجد فريق ثالث خلف العالم والمنظم: وهوالمستهلك.
في تحليل يتعلق بتطبيق المبدأ الوقائي في التكنولوجيا النانوية، كريس فينكس وومايك تريدر افترضا وجود نموذجان منه: الشكل الصارم والشكل الفاعل. (35) الأول يتطلب الجمود في حال أنه من شأن الحركة أن تشكل خطراً، بينما يعني الأخير " اختيار بدائل أقل خطورة عند توفرها، و .... تحمل المسؤولية لأخطار محتملة. وقد دعا توماس ألورد فاونس لتطبيق أقوى لمبدأ الوقاية وهو عبر أنظمة التكنولوجيا الكيميائية والصحية خاصة التعلقة بالجسيمات النانوية TiO2 (أو ثاني أكسيد التيتانيوم) و ZnO (أكسيد الزنك) الموجودة في كريم الواقية من الشمس، مبيدات جزيئات الفضة في الممرات المائية، التي يعرض البشر لخطر تنشق انابيب الكاربون النانوية المتعددة الطبقات عبر تصنيعها ومعالجتها وتدويرها .

### إدارة الموارد
عدة موارد طبيعية مثل الارصدة السمكية ويديرها حاليا المبدأ الوقائي، من خلال قواعد التحكم الحصاد (HCR) بناء على مبدا الحيطة. ويوضح الشكل كيف يمكن تنفيذ إدارة مصائد سمك القد الذي اقترحه المجلس الدولى لاستكشاف البحار.
 من ناحية تصنيف الانواع المهددة بالانقراض، المبدا الوقائي يعنى انه إذا لم يكن هناك شك حول هذا الحيوان أو النبات الدقيق لحالة المحافظة التي من شانها ان تؤدى إلى اتخاذ اجراءات حمائية الاقوى تتحقق يجب اختيارهم. وهكذا، فان الانواع مثل الحمامة الفضى التي قد توجد باعداد كبيرة ببساطة غير مسجل أو قد يكون المنقرضة لفترة طويلة لا تصنف «بيانات ناقصة» أو «المنقرضة».
في حين تزداد ندرتها بل ربما لم تتعرض للخطر تصنف باعتبارها «بيانات ناقصة», لان هناك حاجة ملحة للبحوث توضيح مركزها وليس إلى اجراءات الحفظ لانقاذها من الانقراض.

## نقد
يستخدم منتقدوهذا المبدأ حججًا مشابهة لصياغات أخرى تتسم بالمحافظة التقنية.

### التناقض الداخلي: تطبيق مبدأ وقائي قوي ضد المخاطر يسبب الضرر
إن الصياغات القوية للمبدأ الوقائي، وبغض النظرعن أحكامها الأساسية التي تطبق فقط حيث نسبة المخاطر مرتفعة ولا يمكن حسابها بسهولة، تطبق على المبدأ نفسه كسياسة عامة، ما يستبعد استخدامها الخاص. وبسبب منع تسويق الابتكار، لا يمكن الا استخدام التكنولوجيا الحالية فقط، فالتكنولوجيا الحالية بحد ذاتها قد تتسبب في الضرر أوعدم تلبية الاحتياجات؛ 
كما هنالك مخاطرالإيقاع بالضرر من خلال منع الابتكار. وكما كتب مايكل كريشتون في روايته «حالة الخوف»: إذا طُبَق «المبدأ الاحترازي» بشكل صحيح، هذا يمنع «المبدأ الوقائي». على سبيل المثال، إن حظر منشآت الطاقة النووية التي تستند على المخاطر يعني الاستمرار في الاعتماد على محطات الطاقة التي تحرق الوقود الأحفوري، ما يواصل انبعاث غازات الاحتباس الحراري. مثل آخر: تعتبر تعديلات عام 1990 للولايات المتحدة بالأحكام المدرجة في قانون الهواء النظيف حول الملوثات الجوية الخطرة، مثالاً على المبدأ الوقائي، حيث أنها تحمل المسؤولية الآن على اظهارلائحة بالمركًبات الغير الضارة. وبموجب هذه القاعدة، لم يعد هنالك تمييز بين الملوثات الجوية التي توفر مخاطر بنسب مرتفعة أو بنسب منخفضة، لذلك يميل المشغلون إلى اختيار وكلاء أقل بحثًا عن المدرجين على القائمة الحالية.

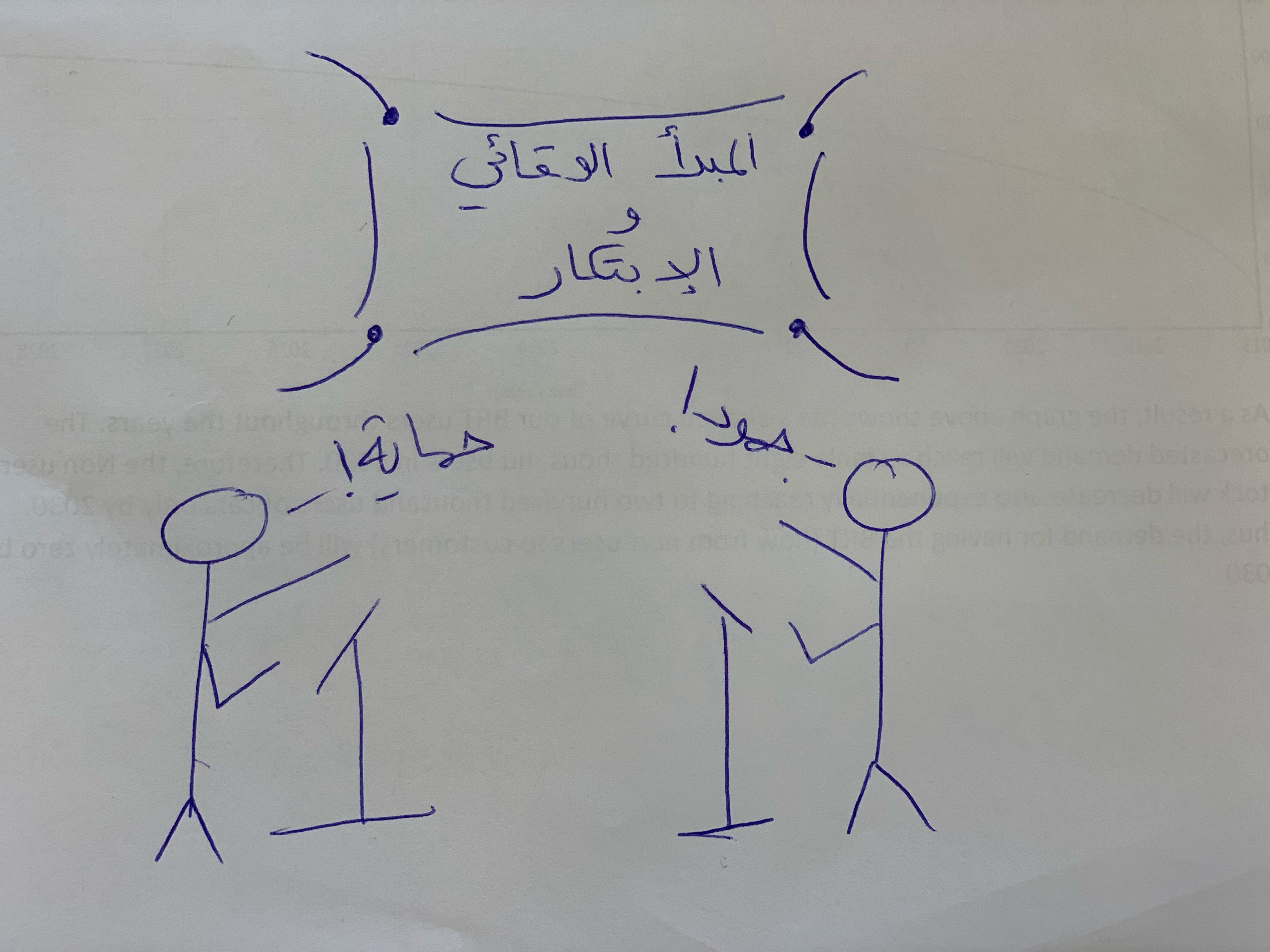
تمثيل عن المشارعة بين شخصين عن أهمية الإبتكار

### حجب الإبتكارات والتقدم عامة
بما أن تطبيق الصيغ القوية للمبدأ الوقائي يُستخدم لمنع الابتكار، قد يتم حظر التكنولوجيا التي تأتي بمنافع عبر مبدأ الوقاية وذلك بسبب احتمال وجود آثار سلبية لها، مما يترك الفوائد الإيجابية غير منجزة.
وقد تمت مساءلة المبدأ الوقائي أخلاقياً على أساس أنه من الممكن أن يمنع تطبيقه التقدم في البلدان النامية. 
موضوع الوقاية والابتكار هو واحد مثير للجدل. هناك بعض الناس الذين يعتقدون أن مبدأ الوقاية يمكن قمع الابتكار. يدعي المنتدى المخاطر الأوروبي للمنظمات غير الحكومية أن تجنب أي نوع من المخاطروعدم اليقين سيؤدي إلى كبح الابتكار التكنولوجي. ويشير هؤلاء إلى أن مبدأ الوقاية يجب أن يستكمل مع مبدأ الابتكار وينبغي معالجة أثر الابتكار. من ناحية أخرى، هناك الناس الذين يعتقدون أن مبدأ الوقاية يمكنأن يعزز الابتكار. وتقول الوكالة الأوروبية للبيئة أن استخدام مبدأ الوقاية بطريقة مناسبة سيحفز مجموعة واسعة من التكنولوجيات الجديدة.

### الغموض وعدم اليقين
يدعو المبدأ الوقائي إلى اتخاذ إجراءات أمام عدم اليقين العلمي، لكن بعض التركيبات لا تحدد الحد الأدنى المقبول من المخاطر التي تعمل كشرط «محفز»، بحيث يكون أي مؤشر عن اقتراح منتج أو نشاط قد يؤذي الصحة أو البيئة هو كافٍ للاستناد إلى المبدأ.
في سانشو مقابل دو، كتبت هيلين غيلمور، كبيرة قضاة المنطقة، في اسقاط دعوى فاجنر التي شملت قلقًا شائعًا من أن المصادم الهدرون الكبير The Large Hadron Collider (LHC) قد يتسبب في «تدمير الأرض» من خلال ثقب أسود:
في الواقع تتطلب الإصابة بالضرر بعض «المصداقية بالتهديد بها». سنت. وكالة مياه دلتا مقابل الولايات المتحدة 306 F.3d 938, 950 (9th Cir. 2002). وعلى الأغلب، زعم فاغنر أن التجارب في مصادم الهادرون الكبير («المصادم») لها «عواقب سلبية محتملة». والخوف من ضرر مستقبلي لا يشكل ضرراً في الواقع كافٍ لمنحها الأحقية. مايفيلد، 599 F.3d at 970.

## تقييم المخاطر والمبدأ الوقائي

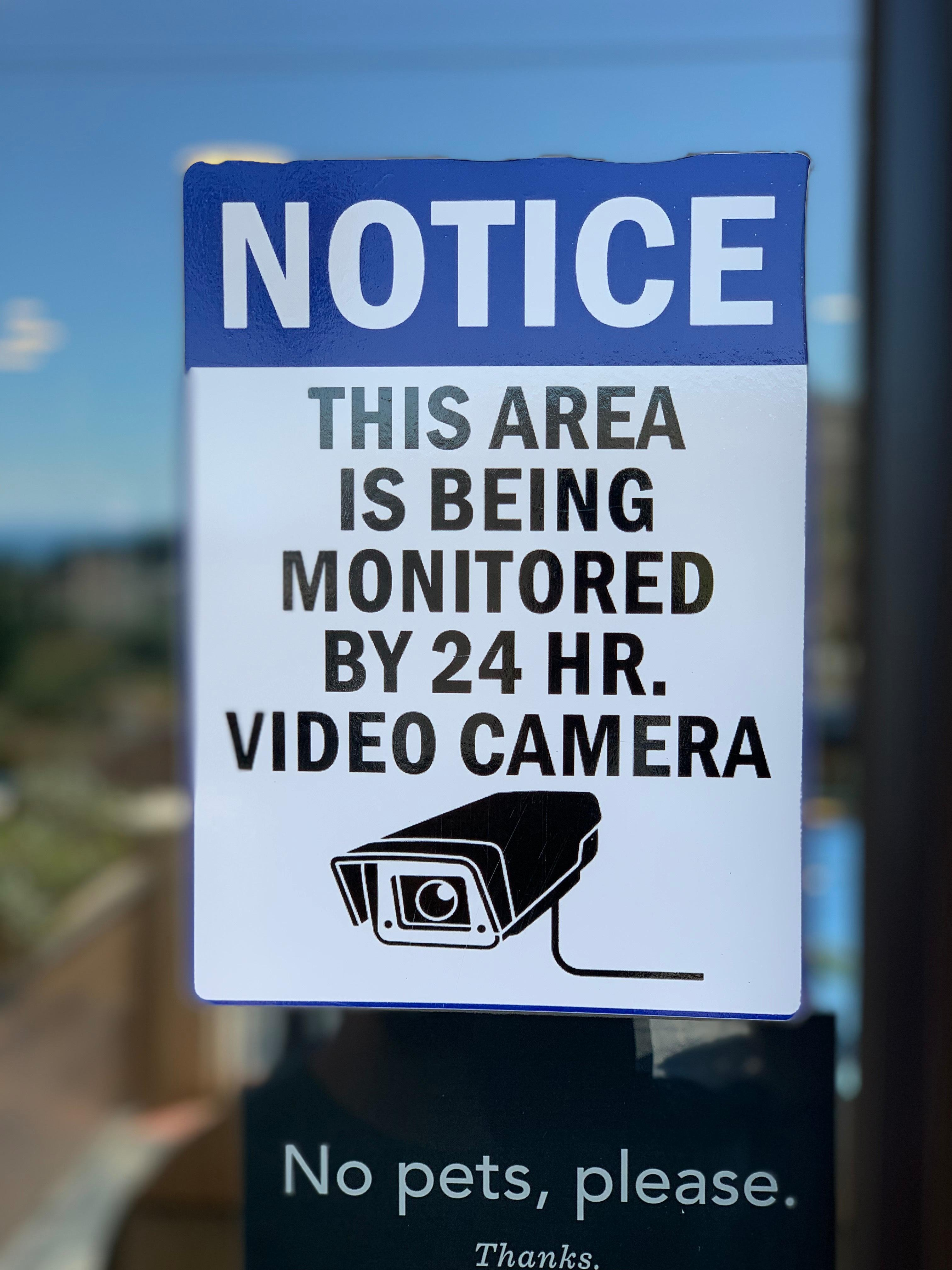
تنبيه عن وجود كاميرات يدفع الشخصه إلى التفكير قبل القيم بأية فعل

يستخدم التقييم الوقائي وتقييم المخاطر في الولايات المتحدة وفي أوروبا، ومع ذلك يستخدم كل منهما بشكل مختلف. في الولايات المتحدة، ينظر إلى تقييم المخاطر كأداة للحكم. وعادة ما يأتي خلال قرارات المحكمة وقوانين الوكالة. تستخدم الوقاية فقط كمبدأ من أجل ضمان السلامة، سواء كان ذلك في صناعة الأغذية أو أي صناعة أخرى. من ناحية أخرى، يركز الأوروبيون على أهمية الوقاية، وعلى وجه التحديد المبدأ الوقائي وتطبيقه على العديد من المجالات حيث يكون تقييم المخاطر أقل تواتراً في الأماكن العامة.
تقييم المخاطر هو استخدام البيانات والافتراضات العلمية لتحديد عواقب تعريض الأفراد إلى المخاطر. في عام 1984، اعتمدت وكالة حماية البيئة (EPA) تقييم المخاطر وإدارة المخاطر كسياستين رسميتين لها. على الرغم من وجود العديد من السياسات الاحترازية في الولايات المتحدة، مثل قانون الأجناس المهددة بالانقراض، قانون المياه وقانون الهواء النظيف، فإنه لا يعتبر بمثابة مبدأ توجيهي للسياسة التنظيمية، بل إنه أكثر تفضيلاً. قد تفرض وكالة حماية البيئة مقتضيات اختبار للمواد الكيميائية الجديدة إذا اشتبهوا أنها قد تكون خطرة.
غالبًا ما تبدو السياسة البيئية الأمريكية الحالية أكثر رجعية من كونها وقائية، وتعتبر بمثابة بديل لنموذج تقييم المخاطر. في حين أن العلاقة بين هذين المفهومين أكثر تعقيدا مما يبدو، لا سيما في المجتمع البيئي.
بدأ المبدأ الوقائي مع التخطيط البصري الألماني في السبعينيات. ألمانيا معروفة ليس فقط باستخدام عناصر الوقاية كما الدول الأوروبية الأخرى، ولكن بتطويرها لها واستعمالها كمبدأ تنظيمي لتقليل المخاطر البيئية وذلك من خلال توقع أي نوع الخطر ومحاولة منع حدوثه. وقد برر التخطيط البصري السياسات البيئية المتعلقة بالاحتباس الحراري وانتشار الجراثيم والتلوث، وساعد في تطبيق أفضل أداة متاحة للحد من الانبعاثات. أحد المشروعات الرئيسية التي عالجتها ألمانيا ودول أخرى هو التلوث في بحر الشمال، حيث ثبت أن اتباع نهج احترازي قد يتطلب اتخاذ إجراءات للتحكم في تدفق المواد حتى قبل ظهور أي دليل علمي واضح لوجودها، على عكس الارتكاز على المنطق العلمي ونتائجه.
كانت هناك عدة اتفاقات بيئية دولية مختلفة ترتكز على الوقاية، مثل اتفاقية فيينا التي ركزت على حماية طبقة الأوزون، أو إعلان ريو في مؤتمر الأمم المتحدة بشأن البيئة والتنمية المستدامة. ويتضمن بيان ريو أفضل صياغة للنهج الوقائي: في حال ظهور خطر حدوث ضرر جسيم أو لا سبيل إلى عكس اتجاهه، لا يستخدم الافتقار إلى التيقن العلمي الكامل سبباً لتأجيل اتخاذ تدابير فعالة من حيث التكلفة لمنع تدهور البيئة. (المبدأ 15، إعلان ريو، 1992).
وجاء أول بيان رسمي للاتحاد الأوروبي حول المنهج الوقائي في سياق حماية البيئة. تنص المادة على ما يلي: «تهدف سياسة الاتحاد الأوروبي المتعلقة بالبيئة إلى أعلى مستوى من الحماية اّخذة في الاعتبار تنوع الحالات في مختلف المناطق التابعة للأمم المتحدة. وسيستند في ذلك إلى مبدأ التحوط والمبادئ المتعلقة باتخاذ اجراءات الوقاية وضرورة اصلاح الضرر البيئي على سبيل الأولوية عند المصدر، وإن الملوث يدفع».
في عام 2000، أصدرت المفوضية الأوروبية بياناً تقدم فيه تطبيقًا أوسع للمبدأ الوقائي حيث وضعت هذا المنهج في سياق إدارة المخاطر وتقييمها، يتم تطبيقه خلال مرحلة إدارة المخاطر. وعلى الرغم من أن هذه الأساليب أصبحت مرتبطة الآن، إلا أنها تظل مختلفة تمامًا عن بعضها البعض. مبدأ التدابير الوقائية، يشدد على عدم التيقن والشكوك في تحليل المخاطر وإدارتها وتقييمها.

## الوقاية مسؤولية أخلاقية

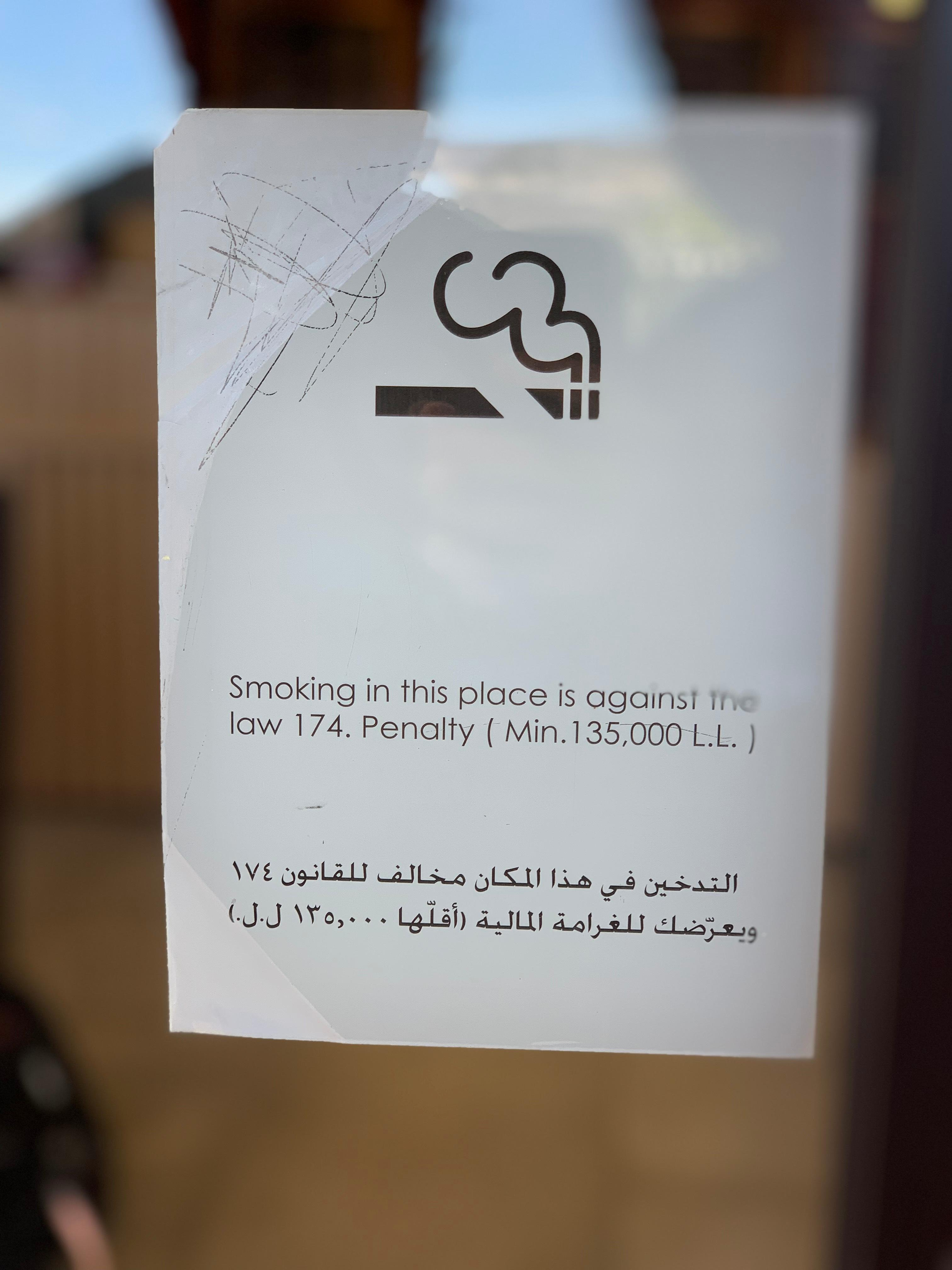
صورة تنبه عن عدم التدخين

هناك قيم اخلاقية وقواعد لتطبيق المبدا الوقائي. وفي هذا السياق، من المهم ان نلاحظ ان الاخلاق هي مجموعة من المعتقدات والممارسات التي تنظم سلوكنا سواء جيدة أو سيئة. الاخلاقيات هي، بناءً على الفلسفة، التعبير الحقيقي عن الاخلاق. بينما الأخلاق تخضع للتعددية والتحيز الذين يختلفان على اساس الدين، على سبيل المثال، الاخلاقيات غير مطابقة لهذه التعددية، وهي لا تكون ذاتية بل موضوعية.

### مفهوم المسؤولية الاخلاقية
والمسؤولية الاخلاقية تتيح درجة معينة من الحرية في الاختيار. وكون الناس ادبيا واخلاقيا مسؤولة عن خياراتها أمرٌ يؤدي إلى كونه الاساس لمبدأ الوقاية.
إن هذا المبدء مبدأ ثلاتي:
- أولاً، الشخص يتم لومه ومحاسبته على أي خطأ أو ضرر يحصل، حتى لو هذا الشخص لم يكن على علم أن فعله خاطئ. ويؤكد هذا الأمر على ان الناس يجب ان تعطي جهدا في اكتشاف ما إذا كانت اعمالهم يمكن ان تؤدى إلى مشاكل أو اضرار.
- ثانيا، ان هذا المفهوم يدفع الأشخاص لاجراء المزيد من البحوث في حال وجود معلومات أو شكوك غير واضحة.
- ثالثا، ان هذا المفهوم يمكن يدفع الناس لتجنب التصرف بطريقة معينة، مما يساعد على تفادي اى نوع من الضرر. ولذلك، الناس الآن سوف يقومن بتشغيل الاخلاقية والتفكير بأبعادها بإضافة إلى دراسة تصرفاتهم والمقررات قبل تنفيذها.